# Samtgemeinde
Een Samtgemeinde (afgeleid van gezamenlijk) is in de Duitse deelstaat Nedersaksen een samenwerkingsverband dat bestaat uit zelfstandige gemeenten. De gemeenten die hierin deelnemen moeten in dezelfde Landkreis liggen. 
Dit openbaar lichaam voert voor de deelnemende gemeenten een aantal gemeentelijke taken uit. Tot de taken behoren onder meer: maken van bestemmingsplannen, afvalwaterzuivering, geldmiddelenbeheer, of beheer van kerkhoven en samenwerking op het gebied van het brandweerwezen. Ook kunnen beheerstaken en beheer van geldmiddelen voor het stichten en onderhouden van basisscholen, wegen, bibliotheken, sporthallen en andere openbare gebouwen tot het takenpakket behoren. Soms kunnen ook taken als toerisme worden overgedragen door de deelnemende gemeenten. Hoever de samenwerking gaat wordt van tevoren vastgesteld in een besluit dat wordt genomen door de deelstaatregering. 
De Samtgemeinde heeft een eigen politieke vertegenwoordiging bestaande uit een eigen raad en een eigen burgemeester.  De raad wordt gekozen door de kiesgerechtigde burgers.